# Садовая цепея
Садовая цепея, или пёстрая улитка (Cepaea hortensis) — вид моллюсков семейства гелицид.
Устье раковины светлое, в то время как у лесной улитки тёмное. На половом органе четыре или более железы, у лесной улитки — три или меньше, и раздвоенное острие «стрелы любви». Раковина желтоватого цвета с коричневыми или чёрными полосами, диаметром до 25 мм.
Для вида характерен полиморфизм. На раковине присутствуют от одной до пяти тёмно-коричневых разных по ширине спиральных полос. Некоторые экземпляры одной популяции совсем не имеют полос.
Вид широко распространён во многих частях Западной и Центральной Европы. Улитки активны с марта по октябрь, питаются в основном водорослями, поэтому их не встретишь как вредителей в садах.
Часто раковины улиток можно увидеть в так называемых «кузницах» певчих дроздов.
Вид является промежуточным хозяином для паразитического круглого червя Aelurostrongylus falciformis.